# بلک اسپارو بوکس

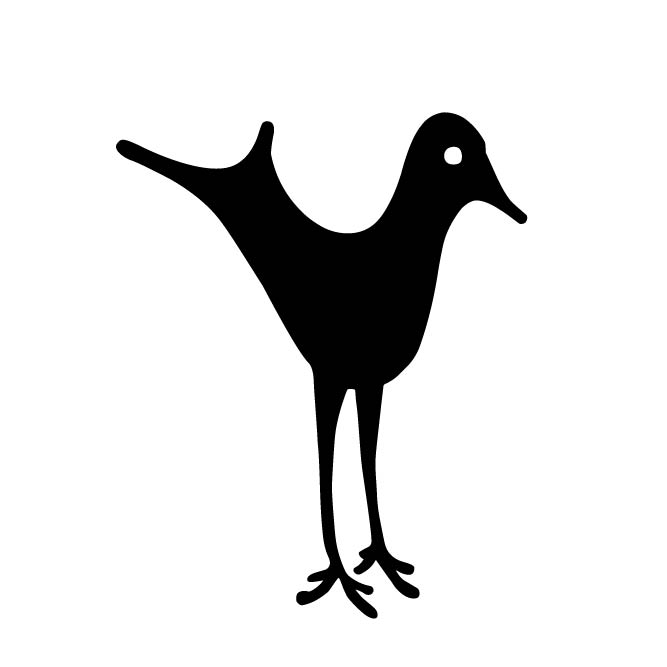
لوگوی متمایز بلک اسپارو بوکس ترسیم شده توسط باربارا مارتین

بلک اسپارو بوکس با نام قبلی بلک اسپارو پرس یک ناشر کتاب است که ابتدا در سال ۱۹۶۶ توسط جان مارتین از سانتا رزای کالیفرنیا تأسیس شد. او این شرکت را به منظور انتشار آثار چارلز بوکفسکی و دیگر مؤلفین آوانگارد بنیان نهاد. او در ابتدا تأمین مالی این شرکت را از طریق فروش مجموعه بزرگی از اولین چاپ از کتب نادر به انجام رسانید. نگاره‌نویسی (Typography) و چاپ متعلق به گراهام مکینتاش اهل سانفرانسیسکو و اتحادیه ناول یانگ و برادران ادواردز است. باربارا مارتین کار نظارت بر تمامی سرعنوان‌ها و همچنین طراحی‌ها را به عهده داشت که امروزه هنوز هم منحصر به فرد است.
بلک اسپارو بوکس غالباً آثار نویسندگان چارلز بوکوفسکی، جان فانتهو پل بولز منتشر کرد. لیست کامل تر آن در ذیل آمده است. این هنرمندان که در حال حاضر به عنوان بخشی از 'سنت جایگزین' شناخته می‌شوند ابتدا تحت نظارت بلک اسپارو بوکس تأسیس و رشد یافتند. شمار فراوانی از عناوین آن در حال حاضر بسیار کلکسیونی هستند.

## منتخب مؤلفین
بلک اسپارو بوکس آثاری را از نویسندگان و هنرمندان زیر منتشر کرده‌است:
- لوسیا برلین
- چارلز بوکوفسکی
- پل بولز
- دیوید Bromige
- ادی Chuculate
- تام کلارک
- آندره Codrescu
- واندا کلمن
- Cid Corman
- رابرت کریلی
- فیلدینگ Dawson
- ادوارد Dorn
- لری Eigner
- کلیتون Eshleman
- William Sidney
- جان فانته
- Thaisa فرانک
- مارسدن هارتلی
- Sherril Jaffe
- رابرت کلی
- دیوید هربرت لارنس
- ویندهام لوئیس
- جرارد مالانگا
- مایکل مک کلور
- رایت موریس
- جویس کارول اوتس
- چارلز اولسون
- جورج Oppen
- مریم Oppen
- راشل اونز
- مایکل پالمر
- اد ساندرز
- John Sanford[۴]
- آرام سارویان
- چارلز Reznikoff
- جک اسپایسر
- پارکر تایلر
- دایان Wakoski
- جان یاو